# 克鲁赫滕
克鲁赫滕是德国莱茵兰-普法尔茨州的一个市镇。总面积5.38平方公里，总人口377人，其中男性182人，女性195人（2011年12月31日），人口密度70人/平方公里。